# 米龐仁波切

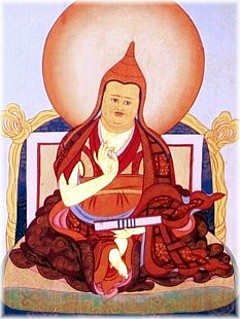
米龐嘉措仁波切

米庞仁波切（威利转写：'ju mi pham 'jam dbyangs rnam rgyal rgya mtsho，1846年—1912年），全名米庞·蒋扬·南嘉·嘉措，又称大米庞，是西藏极富盛誉的学者和禅修大师。他智慧深广超群，精于各种知识，有「喜马拉雅的文艺复兴大师」之誉。與蔣揚欽哲旺波、巴楚仁波切同為利美運動參與者。因頂果欽哲仁波切等大德之推崇，而揚名於歐美等地。另譯為米滂、米旁、麥彭（中国大陆）、米胖等。

## 佛教事业
尊者著作等身，結集成藏文版《雪域語獅子全知大班智達麥彭降央南迦嘉措全集》，共計二十六函。 多種著作被翻譯成英、漢文。著名著作為 《定解寶燈論》、《入菩薩行論智慧品淺釋——澄清寶珠論》、《聖八吉祥頌》、《釋迦牟尼佛本生·白蓮華傳》等。

## 转世朱古
萨姜米庞仁波切1962年出生於菩提伽耶，1995年由贝诺法王為其升座，是宁玛、噶举、和香巴拉三个法脉的传承者。米庞仁波切精擅英文和藏文；除了禅修及佛法，他也精通书法、诗歌、弓道，甚至出版音乐。在米庞仁波切的指导之下，全世界各大洲约有两百座大大小小的香巴拉禅修、闭关中心，供一般人修习香巴拉法教。此外，还包括一所受佛教所启发、引导的那洛巴大学，以及位于加拿大专属僧众的冈波修道院。

## 相关网页
- 香巴拉中文官方网站：https://web.archive.org/web/20070801170251/http://shambhala.org.tw/
- 香巴拉中文部落格：http://shambhalachinese.blogspot.com/ （页面存档备份，存于）
- 香巴拉英文官方网站：http://shambhala.org/ （页面存档备份，存于）
- 萨姜米庞仁波切专属网站：http://mipham.com/ （页面存档备份，存于）
- 萨姜米庞仁波切中文著作： 《心的导引》、《统御你的世界》。 台湾，橡树林文化出版。